# Thomas Stewart (wielrenner)
Thomas Stewart (Doncaster, 9 januari 1990) is een Engels wielrenner die anno 2018 rijdt voor JLT Condor.

## Carrière
In 2016 won Stewart de Velothon Wales, waar hij met zeven anderen vroeg in de aanval ging. Na een hergroepering sprong Stewart er solo vandoor. Op de finish bleef hij de eerste achtervolgende groep nipt voor, Rasmus Guldhammer werd tweede.
In 2017 werd Stewart zesde in het eindklassement van de Ronde van Dubai, waarmee hij de enige niet-prof was van de eerste 26 renners in het klassement. Later dat jaar won hij onder meer de laatste etappe in de Szlakiem Walk Majora Hubala en werd hij derde in de Beaumont Trophy. In 2018 maakte Stewart de overstap naar JLT Condor, waarvoor hij debuteerde met een achtste plaats in het eindklassement van de New Zealand Cycle Classic. In de vijfde etappe van de Ronde van Normandië werd Stewart derde, waarna hij de leiderstrui overnam van Fabian Lienhard. In de laatste twee etappe verdedigde hij zijn leidende positie met succes, waardoor hij Anthony Delaplace opvolgde op de erelijst.

## Overwinningen
2016
Velothon Wales
2018
Eindklassement Ronde van Normandië

## Ploegen
- 2013 –  Team Raleigh (vanaf 1-6)
- 2014 –  Madison Genesis
- 2015 –  Madison Genesis
- 2016 –  Madison Genesis
- 2017 –  ONE Pro Cycling
- 2018 –  JLT Condor

Berthou · Blain · Briggs · Britton · Christian · Hampton · Holmes · Lang · Moses · Norris · O'Brien · Oliphant · Scully · Stewart · Witmitz
Bibby · Bradbury · Briggs · Burton · Clancy · Gibson · Gullen · Laverack · McCarthy · Moses · Mould · Slater · Stewart · Wood